# Lijst van gemeenten in Rio Grande do Sul

Vlag van de staat Rio Grande do Sul in Brazilië

Dit is een lijst van gemeenten in de staat Rio Grande do Sul (RS) in Brazilië.
| Mesoregio                      | Microregio           | Gemeente                     |
| ------------------------------ | -------------------- | ---------------------------- |
| Centro Ocidental Rio-Grandense | Restinga Seca        | Agudo                        |
| Centro Ocidental Rio-Grandense | Restinga Seca        | Dona Francisca               |
| Centro Ocidental Rio-Grandense | Restinga Seca        | Faxinal do Soturno           |
| Centro Ocidental Rio-Grandense | Restinga Seca        | Formigueiro                  |
| Centro Ocidental Rio-Grandense | Restinga Seca        | Ivorá                        |
| Centro Ocidental Rio-Grandense | Restinga Seca        | Nova Palma                   |
| Centro Ocidental Rio-Grandense | Restinga Seca        | Restinga Seca                |
| Centro Ocidental Rio-Grandense | Restinga Seca        | São João do Polêsine         |
| Centro Ocidental Rio-Grandense | Restinga Seca        | Silveira Martins             |
| Centro Ocidental Rio-Grandense | Santa Maria          | Cacequi                      |
| Centro Ocidental Rio-Grandense | Santa Maria          | Dilermando de Aguiar         |
| Centro Ocidental Rio-Grandense | Santa Maria          | Itaara                       |
| Centro Ocidental Rio-Grandense | Santa Maria          | Jaguari                      |
| Centro Ocidental Rio-Grandense | Santa Maria          | Mata                         |
| Centro Ocidental Rio-Grandense | Santa Maria          | Nova Esperança do Sul        |
| Centro Ocidental Rio-Grandense | Santa Maria          | Santa Maria                  |
| Centro Ocidental Rio-Grandense | Santa Maria          | São Martinho da Serra        |
| Centro Ocidental Rio-Grandense | Santa Maria          | São Pedro do Sul             |
| Centro Ocidental Rio-Grandense | Santa Maria          | São Sepé                     |
| Centro Ocidental Rio-Grandense | Santa Maria          | São Vicente do Sul           |
| Centro Ocidental Rio-Grandense | Santa Maria          | Toropi                       |
| Centro Ocidental Rio-Grandense | Santa Maria          | Vila Nova do Sul             |
| Centro Ocidental Rio-Grandense | Santiago             | Capão do Cipó                |
| Centro Ocidental Rio-Grandense | Santiago             | Itacurubi                    |
| Centro Ocidental Rio-Grandense | Santiago             | Jari                         |
| Centro Ocidental Rio-Grandense | Santiago             | Júlio de Castilhos           |
| Centro Ocidental Rio-Grandense | Santiago             | Pinhal Grande                |
| Centro Ocidental Rio-Grandense | Santiago             | Quevedos                     |
| Centro Ocidental Rio-Grandense | Santiago             | Santiago                     |
| Centro Ocidental Rio-Grandense | Santiago             | Tupanciretã                  |
| Centro Ocidental Rio-Grandense | Santiago             | Unistalda                    |
| Centro Oriental Rio-Grandense  | Cachoeira do Sul     | Cachoeira do Sul             |
| Centro Oriental Rio-Grandense  | Cachoeira do Sul     | Cerro Branco                 |
| Centro Oriental Rio-Grandense  | Cachoeira do Sul     | Novo Cabrais                 |
| Centro Oriental Rio-Grandense  | Cachoeira do Sul     | Pantano Grande               |
| Centro Oriental Rio-Grandense  | Cachoeira do Sul     | Paraíso do Sul               |
| Centro Oriental Rio-Grandense  | Cachoeira do Sul     | Passo do Sobrado             |
| Centro Oriental Rio-Grandense  | Cachoeira do Sul     | Rio Pardo                    |
| Centro Oriental Rio-Grandense  | Lajeado-Estrela      | Arroio do Meio               |
| Centro Oriental Rio-Grandense  | Lajeado-Estrela      | Bom Retiro do Sul            |
| Centro Oriental Rio-Grandense  | Lajeado-Estrela      | Boqueirão do Leão            |
| Centro Oriental Rio-Grandense  | Lajeado-Estrela      | Canudos do Vale              |
| Centro Oriental Rio-Grandense  | Lajeado-Estrela      | Capitão                      |
| Centro Oriental Rio-Grandense  | Lajeado-Estrela      | Colinas                      |
| Centro Oriental Rio-Grandense  | Lajeado-Estrela      | Coqueiro Baixo               |
| Centro Oriental Rio-Grandense  | Lajeado-Estrela      | Cruzeiro do Sul              |
| Centro Oriental Rio-Grandense  | Lajeado-Estrela      | Doutor Ricardo               |
| Centro Oriental Rio-Grandense  | Lajeado-Estrela      | Encantado                    |
| Centro Oriental Rio-Grandense  | Lajeado-Estrela      | Estrela                      |
| Centro Oriental Rio-Grandense  | Lajeado-Estrela      | Fazenda Vilanova             |
| Centro Oriental Rio-Grandense  | Lajeado-Estrela      | Forquetinha                  |
| Centro Oriental Rio-Grandense  | Lajeado-Estrela      | Imigrante                    |
| Centro Oriental Rio-Grandense  | Lajeado-Estrela      | Lajeado                      |
| Centro Oriental Rio-Grandense  | Lajeado-Estrela      | Marques de Souza             |
| Centro Oriental Rio-Grandense  | Lajeado-Estrela      | Muçum                        |
| Centro Oriental Rio-Grandense  | Lajeado-Estrela      | Nova Bréscia                 |
| Centro Oriental Rio-Grandense  | Lajeado-Estrela      | Paverama                     |
| Centro Oriental Rio-Grandense  | Lajeado-Estrela      | Pouso Novo                   |
| Centro Oriental Rio-Grandense  | Lajeado-Estrela      | Progresso                    |
| Centro Oriental Rio-Grandense  | Lajeado-Estrela      | Relvado                      |
| Centro Oriental Rio-Grandense  | Lajeado-Estrela      | Roca Sales                   |
| Centro Oriental Rio-Grandense  | Lajeado-Estrela      | Santa Clara do Sul           |
| Centro Oriental Rio-Grandense  | Lajeado-Estrela      | Sério                        |
| Centro Oriental Rio-Grandense  | Lajeado-Estrela      | Tabaí                        |
| Centro Oriental Rio-Grandense  | Lajeado-Estrela      | Taquari                      |
| Centro Oriental Rio-Grandense  | Lajeado-Estrela      | Teutônia                     |
| Centro Oriental Rio-Grandense  | Lajeado-Estrela      | Travesseiro                  |
| Centro Oriental Rio-Grandense  | Lajeado-Estrela      | Vespasiano Corrêa            |
| Centro Oriental Rio-Grandense  | Lajeado-Estrela      | Westfalia                    |
| Centro Oriental Rio-Grandense  | Santa Cruz do Sul    | Arroio do Tigre              |
| Centro Oriental Rio-Grandense  | Santa Cruz do Sul    | Candelária                   |
| Centro Oriental Rio-Grandense  | Santa Cruz do Sul    | Estrela Velha                |
| Centro Oriental Rio-Grandense  | Santa Cruz do Sul    | Gramado Xavier               |
| Centro Oriental Rio-Grandense  | Santa Cruz do Sul    | Herveiras                    |
| Centro Oriental Rio-Grandense  | Santa Cruz do Sul    | Ibarama                      |
| Centro Oriental Rio-Grandense  | Santa Cruz do Sul    | Lagoa Bonita do Sul          |
| Centro Oriental Rio-Grandense  | Santa Cruz do Sul    | Mato Leitão                  |
| Centro Oriental Rio-Grandense  | Santa Cruz do Sul    | Passa-Sete                   |
| Centro Oriental Rio-Grandense  | Santa Cruz do Sul    | Santa Cruz do Sul            |
| Centro Oriental Rio-Grandense  | Santa Cruz do Sul    | Segredo                      |
| Centro Oriental Rio-Grandense  | Santa Cruz do Sul    | Sinimbu                      |
| Centro Oriental Rio-Grandense  | Santa Cruz do Sul    | Sobradinho                   |
| Centro Oriental Rio-Grandense  | Santa Cruz do Sul    | Vale do Sol                  |
| Centro Oriental Rio-Grandense  | Santa Cruz do Sul    | Venâncio Aires               |
| Centro Oriental Rio-Grandense  | Santa Cruz do Sul    | Vera Cruz                    |
| Metropolitana de Porto Alegre  | Camaqua              | Arambaré                     |
| Metropolitana de Porto Alegre  | Camaqua              | Barra do Ribeiro             |
| Metropolitana de Porto Alegre  | Camaqua              | Camaquã                      |
| Metropolitana de Porto Alegre  | Camaqua              | Cerro Grande do Sul          |
| Metropolitana de Porto Alegre  | Camaqua              | Chuvisca                     |
| Metropolitana de Porto Alegre  | Camaqua              | Dom Feliciano                |
| Metropolitana de Porto Alegre  | Camaqua              | Sentinela do Sul             |
| Metropolitana de Porto Alegre  | Camaqua              | Tapes                        |
| Metropolitana de Porto Alegre  | Gramado-Canela       | Canela                       |
| Metropolitana de Porto Alegre  | Gramado-Canela       | Dois Irmãos                  |
| Metropolitana de Porto Alegre  | Gramado-Canela       | Gramado                      |
| Metropolitana de Porto Alegre  | Gramado-Canela       | Igrejinha                    |
| Metropolitana de Porto Alegre  | Gramado-Canela       | Ivoti                        |
| Metropolitana de Porto Alegre  | Gramado-Canela       | Lindolfo Collor              |
| Metropolitana de Porto Alegre  | Gramado-Canela       | Morro Reuter                 |
| Metropolitana de Porto Alegre  | Gramado-Canela       | Nova Petrópolis              |
| Metropolitana de Porto Alegre  | Gramado-Canela       | Picada Café                  |
| Metropolitana de Porto Alegre  | Gramado-Canela       | Presidente Lucena            |
| Metropolitana de Porto Alegre  | Gramado-Canela       | Riozinho                     |
| Metropolitana de Porto Alegre  | Gramado-Canela       | Rolante                      |
| Metropolitana de Porto Alegre  | Gramado-Canela       | Santa Maria do Herval        |
| Metropolitana de Porto Alegre  | Gramado-Canela       | Taquara                      |
| Metropolitana de Porto Alegre  | Gramado-Canela       | Três Coroas                  |
| Metropolitana de Porto Alegre  | Montenegro           | Alto Feliz                   |
| Metropolitana de Porto Alegre  | Montenegro           | Barão                        |
| Metropolitana de Porto Alegre  | Montenegro           | Bom Princípio                |
| Metropolitana de Porto Alegre  | Montenegro           | Brochier                     |
| Metropolitana de Porto Alegre  | Montenegro           | Capela de Santana            |
| Metropolitana de Porto Alegre  | Montenegro           | Feliz                        |
| Metropolitana de Porto Alegre  | Montenegro           | Harmonia                     |
| Metropolitana de Porto Alegre  | Montenegro           | Linha Nova                   |
| Metropolitana de Porto Alegre  | Montenegro           | Maratá                       |
| Metropolitana de Porto Alegre  | Montenegro           | Montenegro                   |
| Metropolitana de Porto Alegre  | Montenegro           | Pareci Novo                  |
| Metropolitana de Porto Alegre  | Montenegro           | Poço das Antas               |
| Metropolitana de Porto Alegre  | Montenegro           | Portão                       |
| Metropolitana de Porto Alegre  | Montenegro           | Salvador do Sul              |
| Metropolitana de Porto Alegre  | Montenegro           | São José do Hortêncio        |
| Metropolitana de Porto Alegre  | Montenegro           | São José do Sul              |
| Metropolitana de Porto Alegre  | Montenegro           | São Pedro da Serra           |
| Metropolitana de Porto Alegre  | Montenegro           | São Sebastião do Caí         |
| Metropolitana de Porto Alegre  | Montenegro           | São Vendelino                |
| Metropolitana de Porto Alegre  | Montenegro           | Tupandi                      |
| Metropolitana de Porto Alegre  | Montenegro           | Vale Real                    |
| Metropolitana de Porto Alegre  | Osorio               | Arroio do Sal                |
| Metropolitana de Porto Alegre  | Osorio               | Balneário Pinhal             |
| Metropolitana de Porto Alegre  | Osorio               | Capão da Canoa               |
| Metropolitana de Porto Alegre  | Osorio               | Capivari do Sul              |
| Metropolitana de Porto Alegre  | Osorio               | Caraá                        |
| Metropolitana de Porto Alegre  | Osorio               | Cidreira                     |
| Metropolitana de Porto Alegre  | Osorio               | Dom Pedro de Alcântara       |
| Metropolitana de Porto Alegre  | Osorio               | Imbé                         |
| Metropolitana de Porto Alegre  | Osorio               | Itati                        |
| Metropolitana de Porto Alegre  | Osorio               | Mampituba                    |
| Metropolitana de Porto Alegre  | Osorio               | Maquiné                      |
| Metropolitana de Porto Alegre  | Osorio               | Morrinhos do Sul             |
| Metropolitana de Porto Alegre  | Osorio               | Mostardas                    |
| Metropolitana de Porto Alegre  | Osorio               | Osório                       |
| Metropolitana de Porto Alegre  | Osorio               | Palmares do Sul              |
| Metropolitana de Porto Alegre  | Osorio               | Santo Antônio da Patrulha    |
| Metropolitana de Porto Alegre  | Osorio               | Tavares                      |
| Metropolitana de Porto Alegre  | Osorio               | Terra de Areia               |
| Metropolitana de Porto Alegre  | Osorio               | Torres                       |
| Metropolitana de Porto Alegre  | Osorio               | Tramandaí                    |
| Metropolitana de Porto Alegre  | Osorio               | Três Cachoeiras              |
| Metropolitana de Porto Alegre  | Osorio               | Três Forquilhas              |
| Metropolitana de Porto Alegre  | Osorio               | Xangri-lá                    |
| Metropolitana de Porto Alegre  | Porto Alegre         | Alvorada                     |
| Metropolitana de Porto Alegre  | Porto Alegre         | Araricá                      |
| Metropolitana de Porto Alegre  | Porto Alegre         | Cachoeirinha                 |
| Metropolitana de Porto Alegre  | Porto Alegre         | Campo Bom                    |
| Metropolitana de Porto Alegre  | Porto Alegre         | Canoas                       |
| Metropolitana de Porto Alegre  | Porto Alegre         | Eldorado do Sul              |
| Metropolitana de Porto Alegre  | Porto Alegre         | Estância Velha               |
| Metropolitana de Porto Alegre  | Porto Alegre         | Esteio                       |
| Metropolitana de Porto Alegre  | Porto Alegre         | Glorinha                     |
| Metropolitana de Porto Alegre  | Porto Alegre         | Gravataí                     |
| Metropolitana de Porto Alegre  | Porto Alegre         | Guaíba                       |
| Metropolitana de Porto Alegre  | Porto Alegre         | Mariana Pimentel             |
| Metropolitana de Porto Alegre  | Porto Alegre         | Nova Hartz                   |
| Metropolitana de Porto Alegre  | Porto Alegre         | Nova Santa Rita              |
| Metropolitana de Porto Alegre  | Porto Alegre         | Novo Hamburgo                |
| Metropolitana de Porto Alegre  | Porto Alegre         | Parobé                       |
| Metropolitana de Porto Alegre  | Porto Alegre         | Porto Alegre (State Capital) |
| Metropolitana de Porto Alegre  | Porto Alegre         | São Leopoldo                 |
| Metropolitana de Porto Alegre  | Porto Alegre         | Sapiranga                    |
| Metropolitana de Porto Alegre  | Porto Alegre         | Sapucaia do Sul              |
| Metropolitana de Porto Alegre  | Porto Alegre         | Sertão Santana               |
| Metropolitana de Porto Alegre  | Porto Alegre         | Viamão                       |
| Metropolitana de Porto Alegre  | Sao Jeronimo         | Arroio dos Ratos             |
| Metropolitana de Porto Alegre  | Sao Jeronimo         | Barão do Triunfo             |
| Metropolitana de Porto Alegre  | Sao Jeronimo         | Butiá                        |
| Metropolitana de Porto Alegre  | Sao Jeronimo         | Charqueadas                  |
| Metropolitana de Porto Alegre  | Sao Jeronimo         | General Câmara               |
| Metropolitana de Porto Alegre  | Sao Jeronimo         | Minas do Leão                |
| Metropolitana de Porto Alegre  | Sao Jeronimo         | São Jerônimo                 |
| Metropolitana de Porto Alegre  | Sao Jeronimo         | Triunfo                      |
| Metropolitana de Porto Alegre  | Sao Jeronimo         | Vale Verde                   |
| Nordeste Rio-Grandense         | Caxias do Sul        | Antônio Prado                |
| Nordeste Rio-Grandense         | Caxias do Sul        | Bento Gonçalves              |
| Nordeste Rio-Grandense         | Caxias do Sul        | Boa Vista do Sul             |
| Nordeste Rio-Grandense         | Caxias do Sul        | Carlos Barbosa               |
| Nordeste Rio-Grandense         | Caxias do Sul        | Caxias do Sul                |
| Nordeste Rio-Grandense         | Caxias do Sul        | Coronel Pilar                |
| Nordeste Rio-Grandense         | Caxias do Sul        | Cotiporã                     |
| Nordeste Rio-Grandense         | Caxias do Sul        | Fagundes Varela              |
| Nordeste Rio-Grandense         | Caxias do Sul        | Farroupilha                  |
| Nordeste Rio-Grandense         | Caxias do Sul        | Flores da Cunha              |
| Nordeste Rio-Grandense         | Caxias do Sul        | Garibaldi                    |
| Nordeste Rio-Grandense         | Caxias do Sul        | Monte Belo do Sul            |
| Nordeste Rio-Grandense         | Caxias do Sul        | Nova Pádua                   |
| Nordeste Rio-Grandense         | Caxias do Sul        | Nova Roma do Sul             |
| Nordeste Rio-Grandense         | Caxias do Sul        | Santa Tereza                 |
| Nordeste Rio-Grandense         | Caxias do Sul        | São Marcos                   |
| Nordeste Rio-Grandense         | Caxias do Sul        | Veranópolis                  |
| Nordeste Rio-Grandense         | Caxias do Sul        | Vila Flores                  |
| Nordeste Rio-Grandense         | Guapore              | André da Rocha               |
| Nordeste Rio-Grandense         | Guapore              | Anta Gorda                   |
| Nordeste Rio-Grandense         | Guapore              | Arvorezinha                  |
| Nordeste Rio-Grandense         | Guapore              | Dois Lajeados                |
| Nordeste Rio-Grandense         | Guapore              | Guabiju                      |
| Nordeste Rio-Grandense         | Guapore              | Guaporé                      |
| Nordeste Rio-Grandense         | Guapore              | Ilópolis                     |
| Nordeste Rio-Grandense         | Guapore              | Itapuca                      |
| Nordeste Rio-Grandense         | Guapore              | Montauri                     |
| Nordeste Rio-Grandense         | Guapore              | Nova Alvorada                |
| Nordeste Rio-Grandense         | Guapore              | Nova Araçá                   |
| Nordeste Rio-Grandense         | Guapore              | Nova Bassano                 |
| Nordeste Rio-Grandense         | Guapore              | Nova Prata                   |
| Nordeste Rio-Grandense         | Guapore              | Paraí                        |
| Nordeste Rio-Grandense         | Guapore              | Protásio Alves               |
| Nordeste Rio-Grandense         | Guapore              | Putinga                      |
| Nordeste Rio-Grandense         | Guapore              | São Jorge                    |
| Nordeste Rio-Grandense         | Guapore              | São Valentim do Sul          |
| Nordeste Rio-Grandense         | Guapore              | Serafina Corrêa              |
| Nordeste Rio-Grandense         | Guapore              | União da Serra               |
| Nordeste Rio-Grandense         | Guapore              | Vista Alegre do Prata        |
| Nordeste Rio-Grandense         | Vacaria              | Bom Jesus                    |
| Nordeste Rio-Grandense         | Vacaria              | Cambará do Sul               |
| Nordeste Rio-Grandense         | Vacaria              | Campestre da Serra           |
| Nordeste Rio-Grandense         | Vacaria              | Capão Bonito do Sul          |
| Nordeste Rio-Grandense         | Vacaria              | Esmeralda                    |
| Nordeste Rio-Grandense         | Vacaria              | Ipê                          |
| Nordeste Rio-Grandense         | Vacaria              | Jaquirana                    |
| Nordeste Rio-Grandense         | Vacaria              | Lagoa Vermelha               |
| Nordeste Rio-Grandense         | Vacaria              | Monte Alegre dos Campos      |
| Nordeste Rio-Grandense         | Vacaria              | Muitos Capões                |
| Nordeste Rio-Grandense         | Vacaria              | Pinhal da Serra              |
| Nordeste Rio-Grandense         | Vacaria              | São Francisco de Paula       |
| Nordeste Rio-Grandense         | Vacaria              | São José dos Ausentes        |
| Nordeste Rio-Grandense         | Vacaria              | Vacaria                      |
| Noroeste Rio-Grandense         | Carazinho            | Almirante Tamandaré do Sul   |
| Noroeste Rio-Grandense         | Carazinho            | Barra Funda                  |
| Noroeste Rio-Grandense         | Carazinho            | Boa Vista das Missões        |
| Noroeste Rio-Grandense         | Carazinho            | Carazinho                    |
| Noroeste Rio-Grandense         | Carazinho            | Cerro Grande                 |
| Noroeste Rio-Grandense         | Carazinho            | Chapada                      |
| Noroeste Rio-Grandense         | Carazinho            | Coqueiros do Sul             |
| Noroeste Rio-Grandense         | Carazinho            | Jaboticaba                   |
| Noroeste Rio-Grandense         | Carazinho            | Lajeado do Bugre             |
| Noroeste Rio-Grandense         | Carazinho            | Nova Boa Vista               |
| Noroeste Rio-Grandense         | Carazinho            | Novo Barreiro                |
| Noroeste Rio-Grandense         | Carazinho            | Palmeira das Missões         |
| Noroeste Rio-Grandense         | Carazinho            | Pinhal                       |
| Noroeste Rio-Grandense         | Carazinho            | Sagrada Família              |
| Noroeste Rio-Grandense         | Carazinho            | Santo Antônio do Planalto    |
| Noroeste Rio-Grandense         | Carazinho            | São José das Missões         |
| Noroeste Rio-Grandense         | Carazinho            | São Pedro das Missões        |
| Noroeste Rio-Grandense         | Carazinho            | Sarandi                      |
| Noroeste Rio-Grandense         | Cerro Largo          | Caibaté                      |
| Noroeste Rio-Grandense         | Cerro Largo          | Campina das Missões          |
| Noroeste Rio-Grandense         | Cerro Largo          | Cerro Largo                  |
| Noroeste Rio-Grandense         | Cerro Largo          | Guarani das Missões          |
| Noroeste Rio-Grandense         | Cerro Largo          | Mato Queimado                |
| Noroeste Rio-Grandense         | Cerro Largo          | Porto Xavier                 |
| Noroeste Rio-Grandense         | Cerro Largo          | Roque Gonzales               |
| Noroeste Rio-Grandense         | Cerro Largo          | Salvador das Missões         |
| Noroeste Rio-Grandense         | Cerro Largo          | São Paulo das Missões        |
| Noroeste Rio-Grandense         | Cerro Largo          | São Pedro do Butiá           |
| Noroeste Rio-Grandense         | Cerro Largo          | Sete de Setembro             |
| Noroeste Rio-Grandense         | Cruz Alta            | Alto Alegre                  |
| Noroeste Rio-Grandense         | Cruz Alta            | Boa Vista do Cadeado         |
| Noroeste Rio-Grandense         | Cruz Alta            | Boa Vista do Incra           |
| Noroeste Rio-Grandense         | Cruz Alta            | Campos Borges                |
| Noroeste Rio-Grandense         | Cruz Alta            | Cruz Alta                    |
| Noroeste Rio-Grandense         | Cruz Alta            | Espumoso                     |
| Noroeste Rio-Grandense         | Cruz Alta            | Fortaleza dos Valos          |
| Noroeste Rio-Grandense         | Cruz Alta            | Ibirubá                      |
| Noroeste Rio-Grandense         | Cruz Alta            | Jacuizinho                   |
| Noroeste Rio-Grandense         | Cruz Alta            | Jóia                         |
| Noroeste Rio-Grandense         | Cruz Alta            | Quinze de Novembro           |
| Noroeste Rio-Grandense         | Cruz Alta            | Saldanha Marinho             |
| Noroeste Rio-Grandense         | Cruz Alta            | Salto do Jacuí               |
| Noroeste Rio-Grandense         | Cruz Alta            | Santa Bárbara do Sul         |
| Noroeste Rio-Grandense         | Erechim              | Aratiba                      |
| Noroeste Rio-Grandense         | Erechim              | Áurea                        |
| Noroeste Rio-Grandense         | Erechim              | Barão de Cotegipe            |
| Noroeste Rio-Grandense         | Erechim              | Barra do Rio Azul            |
| Noroeste Rio-Grandense         | Erechim              | Benjamin Constant do Sul     |
| Noroeste Rio-Grandense         | Erechim              | Campinas do Sul              |
| Noroeste Rio-Grandense         | Erechim              | Carlos Gomes                 |
| Noroeste Rio-Grandense         | Erechim              | Centenário                   |
| Noroeste Rio-Grandense         | Erechim              | Cruzaltense                  |
| Noroeste Rio-Grandense         | Erechim              | Entre Rios do Sul            |
| Noroeste Rio-Grandense         | Erechim              | Erebango                     |
| Noroeste Rio-Grandense         | Erechim              | Erechim                      |
| Noroeste Rio-Grandense         | Erechim              | Erval Grande                 |
| Noroeste Rio-Grandense         | Erechim              | Estação                      |
| Noroeste Rio-Grandense         | Erechim              | Faxinalzinho                 |
| Noroeste Rio-Grandense         | Erechim              | Floriano Peixoto             |
| Noroeste Rio-Grandense         | Erechim              | Gaurama                      |
| Noroeste Rio-Grandense         | Erechim              | Getúlio Vargas               |
| Noroeste Rio-Grandense         | Erechim              | Ipiranga do Sul              |
| Noroeste Rio-Grandense         | Erechim              | Itatiba do Sul               |
| Noroeste Rio-Grandense         | Erechim              | Jacutinga                    |
| Noroeste Rio-Grandense         | Erechim              | Marcelino Ramos              |
| Noroeste Rio-Grandense         | Erechim              | Mariano Moro                 |
| Noroeste Rio-Grandense         | Erechim              | Paulo Bento                  |
| Noroeste Rio-Grandense         | Erechim              | Ponte Preta                  |
| Noroeste Rio-Grandense         | Erechim              | Quatro Irmãos                |
| Noroeste Rio-Grandense         | Erechim              | São Valentim                 |
| Noroeste Rio-Grandense         | Erechim              | Severiano de Almeida         |
| Noroeste Rio-Grandense         | Erechim              | Três Arroios                 |
| Noroeste Rio-Grandense         | Erechim              | Viadutos                     |
| Noroeste Rio-Grandense         | Frederico Westphalen | Alpestre                     |
| Noroeste Rio-Grandense         | Frederico Westphalen | Ametista do Sul              |
| Noroeste Rio-Grandense         | Frederico Westphalen | Caiçara                      |
| Noroeste Rio-Grandense         | Frederico Westphalen | Constantina                  |
| Noroeste Rio-Grandense         | Frederico Westphalen | Cristal do Sul               |
| Noroeste Rio-Grandense         | Frederico Westphalen | Dois Irmãos das Missões      |
| Noroeste Rio-Grandense         | Frederico Westphalen | Engenho Velho                |
| Noroeste Rio-Grandense         | Frederico Westphalen | Erval Seco                   |
| Noroeste Rio-Grandense         | Frederico Westphalen | Frederico Westphalen         |
| Noroeste Rio-Grandense         | Frederico Westphalen | Gramado dos Loureiros        |
| Noroeste Rio-Grandense         | Frederico Westphalen | Iraí                         |
| Noroeste Rio-Grandense         | Frederico Westphalen | Liberato Salzano             |
| Noroeste Rio-Grandense         | Frederico Westphalen | Nonoai                       |
| Noroeste Rio-Grandense         | Frederico Westphalen | Novo Tiradentes              |
| Noroeste Rio-Grandense         | Frederico Westphalen | Novo Xingu                   |
| Noroeste Rio-Grandense         | Frederico Westphalen | Palmitinho                   |
| Noroeste Rio-Grandense         | Frederico Westphalen | Pinheirinho do Vale          |
| Noroeste Rio-Grandense         | Frederico Westphalen | Planalto                     |
| Noroeste Rio-Grandense         | Frederico Westphalen | Rio dos Índios               |
| Noroeste Rio-Grandense         | Frederico Westphalen | Rodeio Bonito                |
| Noroeste Rio-Grandense         | Frederico Westphalen | Rondinha                     |
| Noroeste Rio-Grandense         | Frederico Westphalen | Seberi                       |
| Noroeste Rio-Grandense         | Frederico Westphalen | Taquaruçu do Sul             |
| Noroeste Rio-Grandense         | Frederico Westphalen | Três Palmeiras               |
| Noroeste Rio-Grandense         | Frederico Westphalen | Trindade do Sul              |
| Noroeste Rio-Grandense         | Frederico Westphalen | Vicente Dutra                |
| Noroeste Rio-Grandense         | Frederico Westphalen | Vista Alegre                 |
| Noroeste Rio-Grandense         | Ijui                 | Ajuricaba                    |
| Noroeste Rio-Grandense         | Ijui                 | Alegria                      |
| Noroeste Rio-Grandense         | Ijui                 | Augusto Pestana              |
| Noroeste Rio-Grandense         | Ijui                 | Bozano                       |
| Noroeste Rio-Grandense         | Ijui                 | Chiapetta                    |
| Noroeste Rio-Grandense         | Ijui                 | Condor                       |
| Noroeste Rio-Grandense         | Ijui                 | Coronel Barros               |
| Noroeste Rio-Grandense         | Ijui                 | Coronel Bicaco               |
| Noroeste Rio-Grandense         | Ijui                 | Ijuí                         |
| Noroeste Rio-Grandense         | Ijui                 | Inhacorá                     |
| Noroeste Rio-Grandense         | Ijui                 | Nova Ramada                  |
| Noroeste Rio-Grandense         | Ijui                 | Panambi                      |
| Noroeste Rio-Grandense         | Ijui                 | Pejuçara                     |
| Noroeste Rio-Grandense         | Ijui                 | Santo Augusto                |
| Noroeste Rio-Grandense         | Ijui                 | São Valério do Sul           |
| Noroeste Rio-Grandense         | Nao-Me-Toque         | Colorado                     |
| Noroeste Rio-Grandense         | Nao-Me-Toque         | Lagoa dos Três Cantos        |
| Noroeste Rio-Grandense         | Nao-Me-Toque         | Não-Me-Toque                 |
| Noroeste Rio-Grandense         | Nao-Me-Toque         | Selbach                      |
| Noroeste Rio-Grandense         | Nao-Me-Toque         | Tapera                       |
| Noroeste Rio-Grandense         | Nao-Me-Toque         | Tio Hugo                     |
| Noroeste Rio-Grandense         | Nao-Me-Toque         | Victor Graeff                |
| Noroeste Rio-Grandense         | Passo Fundo          | Água Santa                   |
| Noroeste Rio-Grandense         | Passo Fundo          | Camargo                      |
| Noroeste Rio-Grandense         | Passo Fundo          | Casca                        |
| Noroeste Rio-Grandense         | Passo Fundo          | Caseiros                     |
| Noroeste Rio-Grandense         | Passo Fundo          | Charrua                      |
| Noroeste Rio-Grandense         | Passo Fundo          | Ciríaco                      |
| Noroeste Rio-Grandense         | Passo Fundo          | Coxilha                      |
| Noroeste Rio-Grandense         | Passo Fundo          | David Canabarro              |
| Noroeste Rio-Grandense         | Passo Fundo          | Ernestina                    |
| Noroeste Rio-Grandense         | Passo Fundo          | Gentil                       |
| Noroeste Rio-Grandense         | Passo Fundo          | Ibiraiaras                   |
| Noroeste Rio-Grandense         | Passo Fundo          | Marau                        |
| Noroeste Rio-Grandense         | Passo Fundo          | Mato Castelhano              |
| Noroeste Rio-Grandense         | Passo Fundo          | Muliterno                    |
| Noroeste Rio-Grandense         | Passo Fundo          | Nicolau Vergueiro            |
| Noroeste Rio-Grandense         | Passo Fundo          | Passo Fundo                  |
| Noroeste Rio-Grandense         | Passo Fundo          | Pontão                       |
| Noroeste Rio-Grandense         | Passo Fundo          | Ronda Alta                   |
| Noroeste Rio-Grandense         | Passo Fundo          | Santa Cecília do Sul         |
| Noroeste Rio-Grandense         | Passo Fundo          | Santo Antônio do Palma       |
| Noroeste Rio-Grandense         | Passo Fundo          | São Domingos do Sul          |
| Noroeste Rio-Grandense         | Passo Fundo          | Sertão                       |
| Noroeste Rio-Grandense         | Passo Fundo          | Tapejara                     |
| Noroeste Rio-Grandense         | Passo Fundo          | Vanini                       |
| Noroeste Rio-Grandense         | Passo Fundo          | Vila Lângaro                 |
| Noroeste Rio-Grandense         | Passo Fundo          | Vila Maria                   |
| Noroeste Rio-Grandense         | Sananduva            | Barracão                     |
| Noroeste Rio-Grandense         | Sananduva            | Cacique Doble                |
| Noroeste Rio-Grandense         | Sananduva            | Ibiaçá                       |
| Noroeste Rio-Grandense         | Sananduva            | Machadinho                   |
| Noroeste Rio-Grandense         | Sananduva            | Maximiliano de Almeida       |
| Noroeste Rio-Grandense         | Sananduva            | Paim Filho                   |
| Noroeste Rio-Grandense         | Sananduva            | Sananduva                    |
| Noroeste Rio-Grandense         | Sananduva            | Santo Expedito do Sul        |
| Noroeste Rio-Grandense         | Sananduva            | São João da Urtiga           |
| Noroeste Rio-Grandense         | Sananduva            | São José do Ouro             |
| Noroeste Rio-Grandense         | Sananduva            | Tupanci do Sul               |
| Noroeste Rio-Grandense         | Santa Rosa           | Alecrim                      |
| Noroeste Rio-Grandense         | Santa Rosa           | Cândido Godói                |
| Noroeste Rio-Grandense         | Santa Rosa           | Independência                |
| Noroeste Rio-Grandense         | Santa Rosa           | Novo Machado                 |
| Noroeste Rio-Grandense         | Santa Rosa           | Porto Lucena                 |
| Noroeste Rio-Grandense         | Santa Rosa           | Porto Mauá                   |
| Noroeste Rio-Grandense         | Santa Rosa           | Porto Vera Cruz              |
| Noroeste Rio-Grandense         | Santa Rosa           | Santa Rosa                   |
| Noroeste Rio-Grandense         | Santa Rosa           | Santo Cristo                 |
| Noroeste Rio-Grandense         | Santa Rosa           | São José do Inhacorá         |
| Noroeste Rio-Grandense         | Santa Rosa           | Três de Maio                 |
| Noroeste Rio-Grandense         | Santa Rosa           | Tucunduva                    |
| Noroeste Rio-Grandense         | Santa Rosa           | Tuparendi                    |
| Noroeste Rio-Grandense         | Santo Angelo         | Bossoroca                    |
| Noroeste Rio-Grandense         | Santo Angelo         | Catuípe                      |
| Noroeste Rio-Grandense         | Santo Angelo         | Dezesseis de Novembro        |
| Noroeste Rio-Grandense         | Santo Angelo         | Entre-Ijuís                  |
| Noroeste Rio-Grandense         | Santo Angelo         | Eugênio de Castro            |
| Noroeste Rio-Grandense         | Santo Angelo         | Giruá                        |
| Noroeste Rio-Grandense         | Santo Angelo         | Pirapó                       |
| Noroeste Rio-Grandense         | Santo Angelo         | Rolador                      |
| Noroeste Rio-Grandense         | Santo Angelo         | Santo Ângelo                 |
| Noroeste Rio-Grandense         | Santo Angelo         | Santo Antônio das Missões    |
| Noroeste Rio-Grandense         | Santo Angelo         | São Luiz Gonzaga             |
| Noroeste Rio-Grandense         | Santo Angelo         | São Miguel das Missões       |
| Noroeste Rio-Grandense         | Santo Angelo         | São Nicolau                  |
| Noroeste Rio-Grandense         | Santo Angelo         | Senador Salgado Filho        |
| Noroeste Rio-Grandense         | Santo Angelo         | Ubiretama                    |
| Noroeste Rio-Grandense         | Santo Angelo         | Vitória das Missões          |
| Noroeste Rio-Grandense         | Soledade             | Barros Cassal                |
| Noroeste Rio-Grandense         | Soledade             | Fontoura Xavier              |
| Noroeste Rio-Grandense         | Soledade             | Ibirapuitã                   |
| Noroeste Rio-Grandense         | Soledade             | Lagoão                       |
| Noroeste Rio-Grandense         | Soledade             | Mormaço                      |
| Noroeste Rio-Grandense         | Soledade             | São José do Herval           |
| Noroeste Rio-Grandense         | Soledade             | Soledade                     |
| Noroeste Rio-Grandense         | Soledade             | Tunas                        |
| Noroeste Rio-Grandense         | Tres Passos          | Barra do Guarita             |
| Noroeste Rio-Grandense         | Tres Passos          | Boa Vista do Buricá          |
| Noroeste Rio-Grandense         | Tres Passos          | Bom Progresso                |
| Noroeste Rio-Grandense         | Tres Passos          | Braga                        |
| Noroeste Rio-Grandense         | Tres Passos          | Campo Novo                   |
| Noroeste Rio-Grandense         | Tres Passos          | Crissiumal                   |
| Noroeste Rio-Grandense         | Tres Passos          | Derrubadas                   |
| Noroeste Rio-Grandense         | Tres Passos          | Doutor Maurício Cardoso      |
| Noroeste Rio-Grandense         | Tres Passos          | Esperança do Sul             |
| Noroeste Rio-Grandense         | Tres Passos          | Horizontina                  |
| Noroeste Rio-Grandense         | Tres Passos          | Humaitá                      |
| Noroeste Rio-Grandense         | Tres Passos          | Miraguaí                     |
| Noroeste Rio-Grandense         | Tres Passos          | Nova Candelária              |
| Noroeste Rio-Grandense         | Tres Passos          | Redentora                    |
| Noroeste Rio-Grandense         | Tres Passos          | São Martinho                 |
| Noroeste Rio-Grandense         | Tres Passos          | Sede Nova                    |
| Noroeste Rio-Grandense         | Tres Passos          | Tenente Portela              |
| Noroeste Rio-Grandense         | Tres Passos          | Tiradentes do Sul            |
| Noroeste Rio-Grandense         | Tres Passos          | Três Passos                  |
| Noroeste Rio-Grandense         | Tres Passos          | Vista Gaúcha                 |
| Sudeste Rio-Grandense          | Jaguarao             | Arroio Grande                |
| Sudeste Rio-Grandense          | Jaguarao             | Herval                       |
| Sudeste Rio-Grandense          | Jaguarao             | Jaguarão                     |
| Sudeste Rio-Grandense          | Litoral Lagunar      | Chuí                         |
| Sudeste Rio-Grandense          | Litoral Lagunar      | Rio Grande                   |
| Sudeste Rio-Grandense          | Litoral Lagunar      | Santa Vitória do Palmar      |
| Sudeste Rio-Grandense          | Litoral Lagunar      | São José do Norte            |
| Sudeste Rio-Grandense          | Pelotas              | Arroio do Padre              |
| Sudeste Rio-Grandense          | Pelotas              | Canguçu                      |
| Sudeste Rio-Grandense          | Pelotas              | Capão do Leão                |
| Sudeste Rio-Grandense          | Pelotas              | Cerrito                      |
| Sudeste Rio-Grandense          | Pelotas              | Cristal                      |
| Sudeste Rio-Grandense          | Pelotas              | Morro Redondo                |
| Sudeste Rio-Grandense          | Pelotas              | Pedro Osório                 |
| Sudeste Rio-Grandense          | Pelotas              | Pelotas                      |
| Sudeste Rio-Grandense          | Pelotas              | São Lourenço do Sul          |
| Sudeste Rio-Grandense          | Pelotas              | Turuçu                       |
| Sudeste Rio-Grandense          | Serras de Sudeste    | Amaral Ferrador              |
| Sudeste Rio-Grandense          | Serras de Sudeste    | Caçapava do Sul              |
| Sudeste Rio-Grandense          | Serras de Sudeste    | Candiota                     |
| Sudeste Rio-Grandense          | Serras de Sudeste    | Encruzilhada do Sul          |
| Sudeste Rio-Grandense          | Serras de Sudeste    | Pedras Altas                 |
| Sudeste Rio-Grandense          | Serras de Sudeste    | Pinheiro Machado             |
| Sudeste Rio-Grandense          | Serras de Sudeste    | Piratini                     |
| Sudeste Rio-Grandense          | Serras de Sudeste    | Santana da Boa Vista         |
| Sudoeste Rio-Grandense         | Campanha Central     | Rosário do Sul               |
| Sudoeste Rio-Grandense         | Campanha Central     | Santa Margarida do Sul       |
| Sudoeste Rio-Grandense         | Campanha Central     | Santana do Livramento        |
| Sudoeste Rio-Grandense         | Campanha Central     | São Gabriel                  |
| Sudoeste Rio-Grandense         | Campanha Meridional  | Aceguá                       |
| Sudoeste Rio-Grandense         | Campanha Meridional  | Bagé                         |
| Sudoeste Rio-Grandense         | Campanha Meridional  | Dom Pedrito                  |
| Sudoeste Rio-Grandense         | Campanha Meridional  | Hulha Negra                  |
| Sudoeste Rio-Grandense         | Campanha Meridional  | Lavras do Sul                |
| Sudoeste Rio-Grandense         | Campanha Ocidental   | Alegrete                     |
| Sudoeste Rio-Grandense         | Campanha Ocidental   | Barra do Quaraí              |
| Sudoeste Rio-Grandense         | Campanha Ocidental   | Garruchos                    |
| Sudoeste Rio-Grandense         | Campanha Ocidental   | Itaqui                       |
| Sudoeste Rio-Grandense         | Campanha Ocidental   | Maçambara                    |
| Sudoeste Rio-Grandense         | Campanha Ocidental   | Manoel Viana                 |
| Sudoeste Rio-Grandense         | Campanha Ocidental   | São Borja                    |
| Sudoeste Rio-Grandense         | Campanha Ocidental   | São Francisco de Assis       |
| Sudoeste Rio-Grandense         | Campanha Ocidental   | Uruguaiana                   |
| Sudoeste Rio-Grandense         | Campanha Ocidental   | Quaraí                       |